# Ommatius vitreus
Ommatius vitreus là một loài ruồi trong họ Asilidae. Ommatius vitreus được Bigot miêu tả năm 1875. Loài này phân bố ở vùng Tân nhiệt đới.